# Vương tử Adolphus, Công tước xứ Cambridge
Vương tử Adolphus, Công tước xứ Cambridge (Adolphus Frederick; 24 tháng 2 năm 1774 – 8 tháng 7 năm 1850) là người con thứ 10 và là con trai thứ bảy của Vua George III của Anh và Vương hậu Charlotte. Ông giữ danh hiệu Công tước xứ Cambridge từ năm 1801 cho đến khi qua đời. Ông giữ chức Phó vương của Vương quốc Hannover từ năm 1816 cho đến năm 1837 dưới triều đại của vua cha George III và 2 vua anh là Vua George IV và Vua William IV.
Ông là con trai của một vị vua và là em trai của 3 vị vua khác, bao gồm George IV của Anh, William IV của Anh và Ernst August của Hannover. Thông qua con gái mình là Mary Adelaide xứ Cambridge, ông trở thành ông cố ngoại của 2 vị vua là Edward VIII của Anh và George VI của Anh. Thông qua con gái Augusta xứ Cambridge ông là ông nội của Adolf Friedrich VI, Đại công tước cuối cùng của xứ Mecklenburg-Strelitz.
Vương tử Adolphus kết hôn với Bá nữ Augusta xứ Hessen-Kassel vào năm 1818, và có ba người con với bà, bao gồm: George, Công tước xứ Cambridge, Công nữ Augusta xứ Cambridge và Công nữ Mary Adelaide xứ Cambridge.